# Ute Tellmann
Ute Astrid Tellmann (* 1971) ist eine deutsche Soziologin und Hochschullehrerin.

## Leben
Tellmann absolvierte das Abitur 1990 am Clemens-August-Gymnasium Cloppenburg und 1990/1991 ein Studium generale am Leibniz Kolleg der Universität Tübingen. 1991 nahm sie ein Studium der Landschaftsarchitektur an der Technischen Universität Berlin auf. 1993 erhielt sie in Berlin den Grad einer B.A. Es schloss sich ein Studium der Soziologie an der Universität Bielefeld an. 1999 wurde ihr dort das Diplom verliehen. Während des Studiums in Bielefeld ging sie an die University of Toronto, an der sie 1997 einen M.A. in Soziologie erlangte. Zu weiteren Studien ging sie an die Cornell University, an der sie 2005 zur M.A. in Government und 2007 zum Ph.D. in Government und Politischer Theorie graduiert wurde.
Tellmann erhielt 2005 eine Anstellung als wissenschaftliche Oberassistentin am Lehrstuhl für soziologische Theorie und Kultursoziologie an der Universität Basel. 2010 wechselte sie als wissenschaftliche Mitarbeiterin an den Lehrstuhl für Allgemeine Soziologie und Soziologische Theorie an die Universität Hamburg. Dort verblieb sie bis 2017, unterbrochen durch eine Vertretung der Juniorprofessur für Soziologische Theorie an der Hamburger Universität 2012/2013.
Tellmann nahm 2017 einen Ruf als Professorin für Soziologie, insbesondere politische Soziologie an, die zugleich am Max-Weber-Kolleg und an der staatswissenschaftliche Fakultät der Universität Erfurt angesiedelt war. Zum Sommersemester 2019 folgte sie einem weiteren Ruf an die Technische Universität Darmstadt.

## Werke (Auswahl)
- Life and Money. The Genealogy of Liberal Economy and the Displacement of Politics. Columbia University Press, New York 2017, ISBN 978-0-231-18226-3.
- mit Lars Gertenbach und Sven Opitz (Hrsg.): Bruno Latours neue politische Soziologie – Über das Desiderat einer Debatte. In: Soziale Welt. Jahrgang 67, Heft 3, 2016, S. 237–248. (Themenheft).
- mit Urs Stäheli und Sven Opitz (Hrsg.): Operations of the Global: Explorations of Connectivity. In: Distinktion: Scandinavian Journal of Social Theory. Band 13, Nr. 3, 2012, S. 209–214. (Sonderheft)
- The Economy and the Foundation of the Modern Body Politic: Malthus and Keynes as Political Philosophers. UMI, 2007.